# Oscar van Rappard
Oscar Emile ridder van Rappard (Probolinggo, Nederlands Oost-Indië, 2 april 1896 – Den Haag, 18 april 1962) was een Nederlandse sportman en nationaalsocialist.

## Sportieve loopbaan
Van Rappard nam twee keer deel aan de Olympische Spelen:
- Bij de Olympische Spelen van 1920 was Van Rappard speler van het Nederlands voetbal herenteam, waarmee hij een bronzen medaille won. Bij de atletiek nam hij deel aan de 110 m horden. Op dit nummer werd Van Rappard in de series uitgeschakeld.
- Bij de Olympische Spelen van 1924 was Oscar van Rappard actief op de 110 en 400 m horden; op het eerste onderdeel bereikte hij de halve finales, op het tweede werd hij in de series uitgeschakeld.

Van Rappard werd tussen 1919 en 1924 in totaal vijfmaal Nederlands kampioen. Viermaal behaalde hij goud op de 110 m horden, zijn vijfde en laatste gouden plak veroverde hij in 1924 op de 400 m horden. Op beide nummers vestigde hij ook nationale records. In de periode 1917-1923 bracht hij het Nederlandse record op de 110 m horden van 17,1 s naar 15,5. Dit laatste record bleef gedurende negen jaar overeind. Op de 400 m horden staat hij als eerste officiële recordhouder te boek met een tijd van 58,4, gevestigd in 1924.
In 1925 moest Van Rappard vanwege een blessure zijn sport opgeven. Hij was daarna werkzaam als civiel ingenieur. Zijn broer Harry nam in 1920 als atleet deel aan de Olympische Spelen.
Van Rappard speelde als aanvaller tussen 1912 en 1921 in totaal 140 wedstrijden voor HBS waarbij hij 57 doelpunten maakte. In 1938 werd hij lid van verdienste. In 1945 werd hem zijn lidmaatschap afgenomen. Samen met zijn broer Harry maakte hij zich sterk voor een aparte atletiektak binnen of naast HBS. Dit leidde uiteindelijk tot de oprichting in 1913 van V&L (Vlug en Lenig) (in 1991 gefuseerd tot Haag Atletiek).

### Nederlandse kampioenschappen
| Onderdeel    | Jaar                   |
| ------------ | ---------------------- |
| 110 m horden | 1919, 1920, 1922, 1923 |
| 400 m horden | 1924                   |

### Persoonlijke records
| Onderdeel    | Prestatie      | Datum       | Plaats    |
| ------------ | -------------- | ----------- | --------- |
| 110 m horden | 15,5 s (ex-NR) | 1 juli 1923 | Rotterdam |
| 400 m horden | 57,5 s         | 1924        |           |

## Nationaalsocialisme
Oscar van Rappard werd in 1933 lid van de Nationaal-Socialistische Beweging. Voor dit lidmaatschap werd Oscar na de Oorlog geroyeerd door de Koninklijke Nederlandse Atletiek Unie. Hoewel hij er geen lid van geweest is, sympathiseerde hij wel degelijk met de Nationaal-Socialistische Nederlandsche Arbeiderspartij, de partij waarin zijn broer Ernst actief was. Dit werd onthuld in het boek De Internationals uit 1999, geschreven door Matty Verkamman, John Volkers en Henri van der Steen.